# Голубі озера (Житомирська область)
Голубі озера — мережа штучних озер в околицях с. Великі Кошарища Коростишівського району, утворені на місці колишніх вугільних кар'єрів.
Мережа складається з 3 водних об'єктів, серед яких виділяється найбільше озеро подовгастої форми.
Максимальна зареєстрована глибина — 43 метри (одні з найглибших у Житомирській області.
Водойма має велику популярність серед населення області як рекреаційний об'єкт.
Озера багаті на промислову рибу, зокрема тут водяться сом, короп та щука.

## Галерея